# Куничье
Куничье (укр. Куниче) — село на Украине, находится в Крыжопольском районе Винницкой области.
Код КОАТУУ — 0521984601. Население по переписи 2001 года составляет 736 человек. Почтовый индекс — 24632. Телефонный код — 4340.
Занимает площадь 26,46 км².

## Религия
В селе действует Свято-Успенский храм Крыжопольского благочиния Могилёв-Подольской епархии Украинской православной церкви.

## Адрес местного совета
24632, Винницкая область, Крыжопольский р-н, с. Куничье, ул. Гагарина, 28